# مصرف‌گرایی خودنمایانه

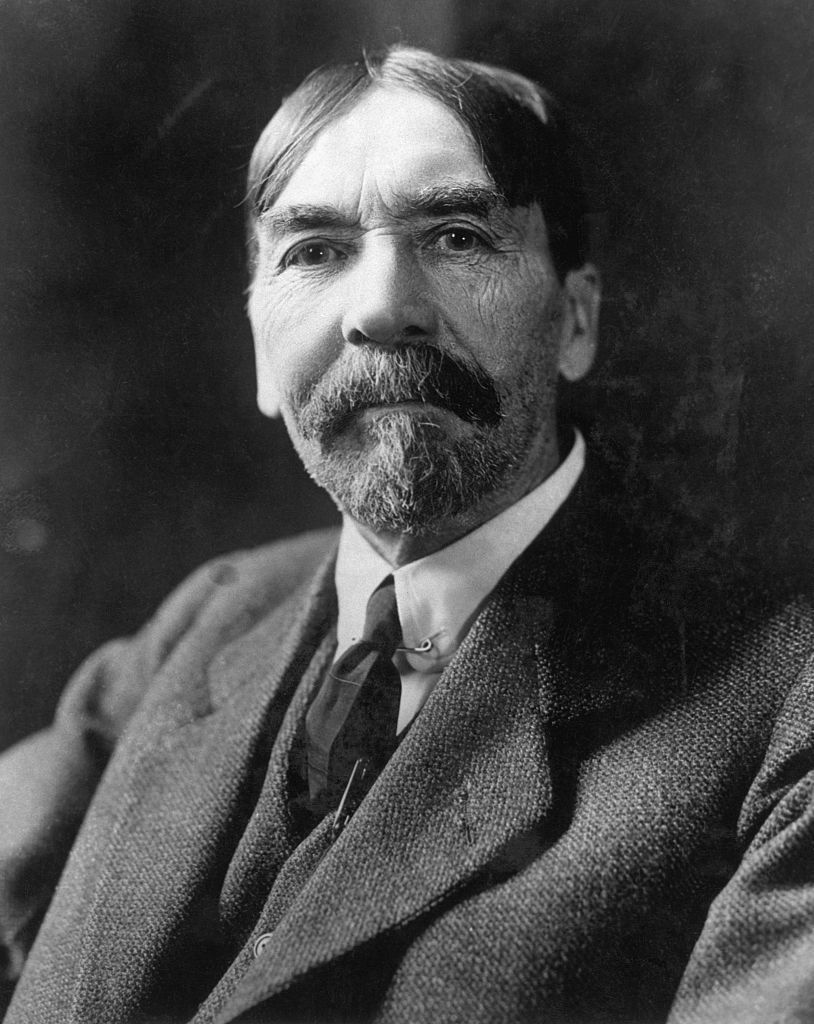
جامعه‌شناس و اقتصاددان تورستن وبلن اصطلاح مصرف‌گرایی خودنمایانه را ابداع کرد و از پیشگامان جنبش اقتصاد نهادگرایی بود.

مصرف‌گرایی خودنمایانه یا مصرف‌گرایی به قصد تمایز (به انگلیسی: Conspicuous consumption)، نوعی خودشیفتگی و به معنی خرید و مصرف کالاها و خدمات لوکس به منظور به‌رخ‌کشیدن قدرت اقتصادی و نشان‌دادن منزلت اجتماعی بالاتر، با هدف ایجاد مرزبندی با دیگران است.
این مفهوم ابداع شده جامعه‌شناس و اقتصاددان آمریکایی، تورستن وبلن (۳۰ ژوئیهٔ ۱۸۵۷ – ۳ اوت ۱۹۲۹) است که از پیشگامان جنبش اقتصاد نهادگرایی و نویسنده کتاب نظریه طبقه تن‌آسا: مطالعه اقتصادی تکامل نهادها است که به زبان فارسی ترجمه شده‌است.
روی‌آوردن طبقه تن‌آسا به مصرف‌گرایی خودنمایانه در واقع تلاشی است برای فاصله‌گذاری با دیگر اقشار و طبقات و تقلایی است برای مرزبندی با آن‌ها از طریق ایجاد تمایز.— تورستن وبلن، اقتصاددان و جامعه‌شناس، 